# ビクトル・バリオ
ビクトル・バリオ・エルナンス（スペイン語: Víctor Barrio Hernanz, 1987年5月29日 - 2016年7月9日）は、スペイン・カスティーリャ・イ・レオン州セゴビア県グラヘラ出身の闘牛士。テルエルのテルエル闘牛場において、闘牛中に角で突かれて死亡した。

## 経歴

### 昇格
1987年5月29日、カスティーリャ・イ・レオン州セゴビア県グラヘラに生まれた。2008年7月13日、トレド県ラス・ベンタス・デ・レタモサの闘牛場でノビジェーロ（見習い闘牛士）としてデビューした。2009年8月29日、セゴビア県セプルベダの闘牛場で槍士（ピカドール）としてデビューした。2012年4月8日、マドリードのラス・ベンタス闘牛場で正闘牛士としてデビューし、その後は世界中の闘牛場を転戦していた。

### 事故
2016年7月9日、テルエルのフェリア・デル・アンヘルの祭礼中に、529kgの闘牛「ロレンソ」に胸部を角で数度突かれた。バリオはただちにアリーナの外に運び出されたが、その場で死亡が確認された。この闘牛の様子はテレビで実況中継されており、、バリオの妻もテレビ観戦中だったという。

### 死後
スペインにおいて闘牛士の死亡事故は1985年8月30日以来のことである。この際には21歳のホセ・クベロ・サンチェス（エル・イジョ）が心臓を突かれて死亡した。なお、1992年には闘牛士ではないが助手（バンデリジェーロ）のマノロ・モントリウとラモン・ソト・バルガスが死去している。なお1999年にはフランスにおいて、闘牛士ではないがスペイン人槍士（ピカドール）のホセ・アントニオ・ムニョス・オルティスが死亡している。
スペイン首相のマリアーノ・ラホイもバリオに対して哀悼の意を表した。バリオの死去に伴って、フェリア・デ・アンヘルの祭礼の大部分は中止された。2017年6月17日にはフランスにおいて、スペイン人闘牛士のイバン・ファンディーニョが死去している。